# Kim Thần
Kim Thần  (tiếng Trung:金晨, tiếng Anh: Gina Jin; sinh ngày 5 tháng 9 năm 1990) là một nữ diễn viên, vũ công người Trung Quốc. Cô lần đầu được biết đến với vai diễn trong web drama Pháp sư Vô Tâm và Ma Thổi Đèn: Mục Dã Quỷ Sự. Gần đây có những vai diễn đáng chú ý như vai nữ chính web-drama Manh Phi giá đáo (2018), vai nữ chính bộ phim Bí mật vĩ đại (2020), bình phiên trong Cô nàng lợi hại (2020) và vai khách mời trong Em là niềm kiêu hãnh của anh (2021), cùng nhiều phim khác.

## Tiểu sử
Cha mẹ Kim Thần đều là giáo viên dạy vũ đạo. Từ nhỏ, Kim Thần đã chịu ảnh hưởng từ gia đình và có tình yêu sâu sắc với nghệ thuật múa. Năm 10 tuổi, Kim Thần thi vào viện múa Thượng Hải. Sau đó, Kim Thần lại thuận lợi tiếp tục thi đỗ Viện múa Bắc Kinh. Năm 2008, cô may mắn được biểu diễn tại Thế vận hội Olympic Bắc Kinh. Kim Thần gắn bó với nghề múa đến năm 2011, tham gia nhiều tiết mục trên truyền hình và nhận nhiều giải thưởng về vũ đạo.
Năm 2011, Kim Thần đạt giải Quán quân "Vũ động kỳ tích".

## Sự nghiệp
Kim Thần ra mắt với một vai nhỏ trong bộ phim truyền hình Wuxia Peacock Feather năm 2011. Sau đó, cô góp mặt trong bộ phim cổ trang Sở Hán tranh hùng, đóng vai Ngu Cơ.
Năm 2013, Kim Thần đóng vai chính đầu tiên trong bộ phim chiến tranh Đồng Bách anh hùng. Cùng năm, cô góp mặt trong bộ phim lãng mạn Tình yêu vĩnh cửu, và được đề cử tại Liên hoan phim Quốc tế Thượng Hải cho vai diễn trong bộ phim kinh dị Đoạn đường kinh hoàng (Carpooling Shock).
Năm 2015, Kim Thần nổi tiếng với vai Nguyệt Nha trong bộ phim truyền hình kỳ ảo Pháp sư Vô Tâm. Cùng năm đó, cô được biết tới nhiều hơn nhờ vai diễn trong bộ phim truyền hình Tần thời Minh Nguyệt.
Năm 2016, cô đóng vai nữ chính cho phân đoạn Chang Ting trong bộ phim tiên hiệp cổ trang Truyền thuyết Thanh Khâu Hồ cùng với Vương Khải. Cùng năm, cô góp mặt trong bộ phim cổ trang Nữ y Minh phi truyện vai Vương hoàng hậu, và bộ phim hành động giả tưởng Tiên kiếm kỳ hiệp 5 đóng vai hai chị em song sinh.
Năm 2017, Kim Thần đóng vai chính trong bộ phim tình cảm Tiểu tình nhân và góp mặt trong bộ phim phiêu lưu hành động Ma Thổi Đèn: Mộ Hoàng Bì Tử.
Năm 2018, cô đóng vai chính cùng với Uông Đông Thành trong bộ phim hài cổ trang lãng mạn Manh Phi giá đáo.
Năm 2019, Kim Thần đóng vai chính cùng với Lý Dịch Phong trong bộ phim truyền hình điệp viên dân quốc Bí mật vĩ đại.
Năm 2022, Kim Thần đóng vai chính cùng với Vương Tử Dị trong bộ phim truyền hình Chúng ta không biết yêu (Why Women Love)

## Phim ảnh

### Phim điện ảnh
| Năm  | Tên                                | Tên tiếng Anh                   | Vai            | Ghi chú/Tham khảo   |
| ---- | ---------------------------------- | ------------------------------- | -------------- | ------------------- |
| 2013 | Tình yêu vĩnh cửu/ 201314          | Forever Love                    | Wen Xin        | [ 2 ]               |
| 2013 | Đoạn đường kinh hoàng/ Quỷ Bính xa | Carpooling Shock                | Kiều Kiều      | [ 3 ]               |
| 2015 | Bạn gái                            | Close Ladies                    | Song Wanqin    |                     |
| 2017 | Kiêu ngạo và Định kiến             | Mr. Pride vs Miss Prejudice     | Mạc Mặc        |                     |
| 2017 | Siêu Nhân Điện Quang: Thiết Long   | Dragon Force: So Long, Ultraman | Bạo Phong      | Tham gia lồng tiếng |
| 2019 | Người Cha Quyền Anh                | Invisible Fist                  | Song Cai'er    | [ 5 ]               |
| 2019 | Đội đặc cảnh                       | S.W.A.T                         | Quách Tiếu Nam | [ 6 ]               |
| 2022 | Thanh Diện Tu La                   | Song of the Assassins           | Qin Shengsheng | [ 7 ]               |

### Phim truyền hình
| Năm  | Tiêu đề                               | Tiêu đề tiếng Anh                 | Vai trò                     | Mạng                  | Ghi chú/Tham khảo |
| ---- | ------------------------------------- | --------------------------------- | --------------------------- | --------------------- | ----------------- |
| 2011 | Lông công                             | Peacock Feather                   | Hou Jian                    | CCTV                  |                   |
| 2013 | Đồng Bách anh hùng                    | Tong Bai Hero                     | Hàn Mai Sương               | CCTV                  | [ 8 ]             |
| 2014 | Thất chủng vũ khí Chi Khổng Tước Linh | The Actions of Snow Eagle         | Vu tôn Hậu Giản             | Đài Tứ Xuyên          | Quay năm 2009     |
| 2015 | Pháp sư Vô Tâm                        | Wu Xin: The Monster Killer        | Lý Nguyệt Nha               | Sohu TV               | [ 10 ]            |
| 2015 | Tần thời Minh Nguyệt                  | The Legend of Qin                 | Xích Luyện                  | Hunan TV              | [ 11 ]            |
| 2016 | Truyền thuyết Thanh Khâu Hồ           | Legend of Nine Tails Fox          | Ông Trường Đình             | Hunan TV              | [ 12 ]            |
| 2016 | Nữ y Minh phi truyện                  | The Imperial Doctress             | Hoàng hậu Uông/ Uông Mĩ Lân | Dragon TV, Jiangsu TV | Quay năm 2014     |
| 2016 | Tiên kiếm kỳ hiệp 5/ Vân Chi Phàm     | Chinese Paladin 5                 | Lăng Âm/ Lăng Ba            | Hunan TV              | [ 14 ]            |
| 2016 | Cực phẩm gia đinh                     | Legend of Ace                     | Tiêu Ngọc Nhược             | Youku                 | [ 15 ]            |
| 2017 | Tiểu tình nhân                        | Little Valentine                  | Thiện Đơn Đơn               | Thâm Quyến TV         | [ 16 ]            |
| 2017 | Ma Thổi Đèn: Mục Dã Quỷ Sự            | Candle in the Tomb: Mu Ye Gui Shi | Bing Lun                    | iQiyi                 | [ 17 ]            |
| 2018 | Manh Phi giá đáo                      | Mengfei Comes Across              | Bộ Manh                     | Youku                 | [ 18 ]            |
| 2019 | Chúng Ta Đều Phải Sống Thật Tốt       | Hope All is Well with Us          | Ai Lisha                    | Bắc Kinh TV           | [ 19 ]            |
| 2019 | Giấu không nổi ánh mặt trời           | Can't Hide The Sun                | Tô Mai                      | CCTV                  | Quay năm 2013     |
| 2020 | Trò Chơi Mười Ngày                    | Kidnapping Game                   | Thẩm Vân                    | iQiyi                 | [ 21 ]            |
| 2020 | Bí mật vĩ đại                         | Fearless Whispers                 | Thẩm Thanh Hòa              | CCTV-8                | [ 22 ]            |
| 2020 | Cô nàng lợi hại                       | Dear Missy                        | Thẩm Tư Di                  | iQiyi                 | [ 23 ]            |
| 2021 | Em là niềm kiêu hãnh của anh          | You Are My Glory                  | Hạ Tinh                     | WeTV                  | Cameo             |
| 2021 | Bắc Triệt Nam Viên                    | Crossroad Bistro                  | Đới Tiểu Vũ                 | iQiyi                 |                   |
| 2021 | Ngọc Lâu Xuân                         | Song of Youth                     | Hứa Phượng Kiều             | Youku                 | [ 24 ]            |
| 2022 | Chúng ta không biết yêu               | Why Women Love                    | Triệu Giang Nguyệt          | Youku                 |                   |

### Show truyền hình
| Năm  | Tiêu đề               | Tiêu đề tiếng Trung    | Vai trò | Ghi chú |
| ---- | --------------------- | ---------------------- | ------- | ------- |
| 2016 | Chị gái đẹp hơn hoa   | Sisters Over Flowers   | Cast    | [ 25 ]  |
| 2017 | Hành trình hoa dạng   | Flowers of Trip        | Cast    | [ 26 ]  |
| 2020 | Tỷ tỷ đạp gió rẽ sóng | Sisters Who Make Waves | Cast    | [ 27 ]  |
| 2021 | Mùa hè hoàn mỹ 2      |                        |         |         |

## Đĩa nhạc
| Năm  | Tiêu đề        | Tiêu đề tiếng Anh | Album | Ghi chú/ Tham khảo.                                                      |
| ---- | -------------- | ----------------- | ----- | ------------------------------------------------------------------------ |
| 2019 | "Biển đầy sao" | "Starry Sea"      |       | Trong Dự án Diễn viên trẻ của Kênh Phim Trung Quốc với 31 diễn viên khác |

## Giải thưởng và đề cử
| Năm  | Giải thưởng                                        | Hạng mục                                   | Tác phẩm được đề cử   | Kết quả      | Tham khảo         |
| ---- | -------------------------------------------------- | ------------------------------------------ | --------------------- | ------------ | ----------------- |
| 2013 | Liên hoan phim quốc tế Thượng Hải lần thứ 16       | Nữ diễn viên mới xuất sắc nhất             | Đoạn đường kinh hoàng | Đề cử        | [ 29 ]            |
| 2016 | Lễ hội người hâm mộ Rayli                          | Nữ nghệ sĩ rực rỡ                          | —                     | Đoạt giải    | [ 30 ]            |
| 2016 | Lễ trao giải Hương vị ngon nhất                    | Nghệ sĩ tràn đầy năng lượng                | —                     | Đoạt giải    | [ 31 ]            |
| 2016 | Liên hoan video trên thiết bị di động              | Giải thưởng phổ biến                       | —                     | Đoạt giải    | [ 32 ]            |
| 2017 | Liên hoan phim Taormina lần thứ 74                 | Kineo Anica Người mới triển vọng nhất      | —                     | Đoạt giải    | [ 33 ]            |
| 2017 | Lễ trao giải Tạp chí Rayli                         | Kiểu mẫu vai trò từ thiện                  | —                     | Đoạt giải    | [ 34 ]            |
| 2017 | iFeng Fashion Choice Award                         | Giải thưởng thời trang được yêu thích      | —                     | Đoạt giải    | [ 35 ]            |
| 2017 | Lễ trao giải Cosmo Beauty lần thứ 24               | Thần tượng xinh đẹp                        | —                     | Đoạt giải    | [ 36 ]            |
| 2018 | Giải thưởng thời trang OnlyLady & KIMISS           | Sao nữ nổi tiếng                           | —                     | Đoạt giải    | [ cần dẫn nguồn ] |
| 2019 | Giải thưởng phim truyền hình Trung Quốc lần thứ 11 | Nữ diễn viên phong cách trẻ                | —                     | Đoạt giải    | [ 37 ]            |
| 2020 | Lễ trao giải Diễn viên Trung Quốc lần thứ 7        | Nữ diễn viên chính xuất sắc nhất (Emerald) | —                     | Chưa công bố | [ 38 ]            |